# Poecilotriccus luluae
El titirijí de Lulú, pico chato de Lulu o espatulilla de Johnson (Poecilotriccus luluae), es una especie de ave paseriforme de la familia Tyrannidae perteneciente al género Poecilotriccus. Es endémico de Perú.

## Distribución y hábitat
Su distribución se restringe a una pequeña área del norte de Perú en los departamentos de Amazonas (cordillera de Colán) y  San Martín. Ocurre solamente al sur del vacío formado por el valle del Marañón en la distribución de las aves andinas.
Esta especie es considerada poco común y local en sus hábitats naturales: las clareras arbustivas húmedas y los bordes de selvas montanas de la pendiente oriental de los Andes, en altitudes entre 1800 y 2200 m.

## Estado de conservación
El titirijí de Lulú ha sido calificado como amenazado de extinción por la Unión Internacional para la Conservación de la Naturaleza (IUCN) debido a la sospecha de que su población, estimada entre 1500 y 7000 individuos maduros y su pequeña zona de distribución irán a declinar rápidamente durante las próximas tres generaciones, con base en modelos de futura deforestación. Sin embargo, podrá beneficiarse de la degradación de su hábitat promoviendo crecimientos secundarios y del abandono de pastajes que ocurre en partes de su zona.

## Descripción
Mide 9,5 cm de longitud. La cabeza es de color rojo caoba, con una banda negruzca en el cuello y la nuca, seguida de una banda blancuzca delgada; el plumaje del dorso y la grupa es verde oliva; la parte superior del pecho es oliva amarillento y la inferior y el vientre son de color ocre; las coberteras alares con puntas pequeñas color ante; las secundarias internas y terciarias con redes internas fuscas y con redes externas amarillas; las demás secundarias, las primarias y timoneras fuscas negruzcas, con borde exterior estrecho oliváceo.

## Sistemática

### Descripción original
La especie P. luluae fue descrita por primera vez por los ornitólogos estadounidenses Ned Keith Johnson y Robert E. Jones en 2001 bajo el mismo nombre científico; su localidad tipo es: «5,63 km sureste de Corosha, 2104 m, Departamento Amazonas, Perú»; el holotipo, un macho adulto, recolectado el 15 de agosto de 1970 por N.K Johnson, se encuentra depositado en el Museum of Vertebrate Zoology de la Universidad de California en Berkeley bajo el número MVZ 161008.

### Etimología
El nombre genérico masculino «Poecilotriccus» se compone de las palabras del griego «poikilos» que significa  ‘multicolor’, ‘manchado’, y « τρικκος trikkos»: pequeño pájaro no identificado; en ornitología, «triccus» significa «atrapamoscas tirano»; y el nombre de la especie «luluae» conmemora a Lulu May von Hagen “en reconocimiento al generoso y dedicado soporte a la investigación de la genética aviaria”.